# Jakub Krčín
Jakub Krčín z Jelčan a Sedlčan (18. července 1535 Kolín nebo Polepy – asi mezi 19. lednem a 15. únorem 1604 Sedlčany[zdroj?]) byl rožmberský regent a jeden z nejznámějších českých rybníkářů.

## Život a činnost
Pocházel z chudého zemanského rodu. Narodil se jako syn Jiřího Krčína a jeho manželky Kateřiny z Olbramovic. Navštěvoval městskou školu v Kolíně, později pravděpodobně nějakou dobu studoval na artistické fakultě Univerzity Karlovy v Praze. Od června 1556 působil ve Veliši na panství Viléma Trčky z Lípy, poté na přímluvu pana Trčky z Lípy vedl hospodářství augustiniánského kláštera v Borovanech. V roce 1559 vstoupil do služeb Rožmberků, stalo se tak díky přímluvě Evy z Rožmberka (1537–1591), kterou zachránil v lese po pádu z koně. Byl jmenován podpurkrabím a o rok později purkrabím Českého Krumlova. Pobíral tehdy roční plat 50 kop.
Na začátku krumlovského působení věnoval hlavní pozornost dvorům, ovčínům a pivovarům. Velkou pozornost věnoval rybníkářství. Prvním výsledkem rybníkářské dovednosti Krčínovy byl rybník Počátek "na lukách třeboninských", tedy mezi vesnicemi Třebonín a Zlámaný Svinec (Dolní Svince) na Krumlovsku. Rybník s charakteristickým jménem vyměřoval Krčín počátkem jara roku 1564, snad s pomocí krumlovského fišmistra Martina. Práce na prvním rybníku Jakuba Krčína z Jelčan skončily před 3. dubnem 1565.
Roku 1569 se stal regentem (vrchním hejtmanem) rožmberského panství. Ve svých funkcích se zasloužil o hospodářský rozkvět rožmberského panství. Při ochraně rožmberského majetku byl přísný až krutý. V roce 1578 zřídil buchhalterii, finančně revizní úřad, který kontroloval panské účetnictví. Dle neověřené hypotézy kronikáře z Hostivice, Jiřího Pergla, se podílel na vybudování vodovodu vedoucího na Pražský hrad. Ve výstavbě rybníků na Třeboňsku navázal na Josefa Štěpánka Netolického († 1538), mnoho rybníků zbudoval (například Spolský, Potěšil) či rozšířil (například Opatovický, Záblatský, Dvořiště, Naděje a Skutek). V roce 1571 založil rybník Nevděk (dnešní Svět), kvůli kterému nechal zbourat část Třeboně. Dokončen byl v roce 1574. Od roku 1584 šest let budoval největší rybník Rožmberk, nacházející se přímo na Lužnici u vsi Hlína. Za účelem jeho ochrany byla současně s jeho výstavbou vytvořena Nová řeka, převádějící povodňové průtoky Lužnice do Nežárky (tehdy nazývané Včelnice). V posledních letech na stavbě rybníka pracovalo každý den 400–500 poddaných z okolních panství a skupiny neusedlých rybníkářů. Po napuštění rybníka se ovšem hráz protrhla. Nakonec byla hráz dlouhá 2430 metrů a plocha rybníka činila asi 1060 hektarů, v současnosti je jeho rozloha zhruba poloviční.
Jeho věhlas se donesl až k císaři Rudolfu II. Krčín na přání panovníka provedl kontrolu rybničního hospodaření na komorním panství Poděbrady. Později ještě navrhl projekt čerpání vody z malešovských rybníků k pohonu vodních kol v kutnohorských dolech, který ale nebyl uskutečněn.

## Pán na Sedlčanském panství

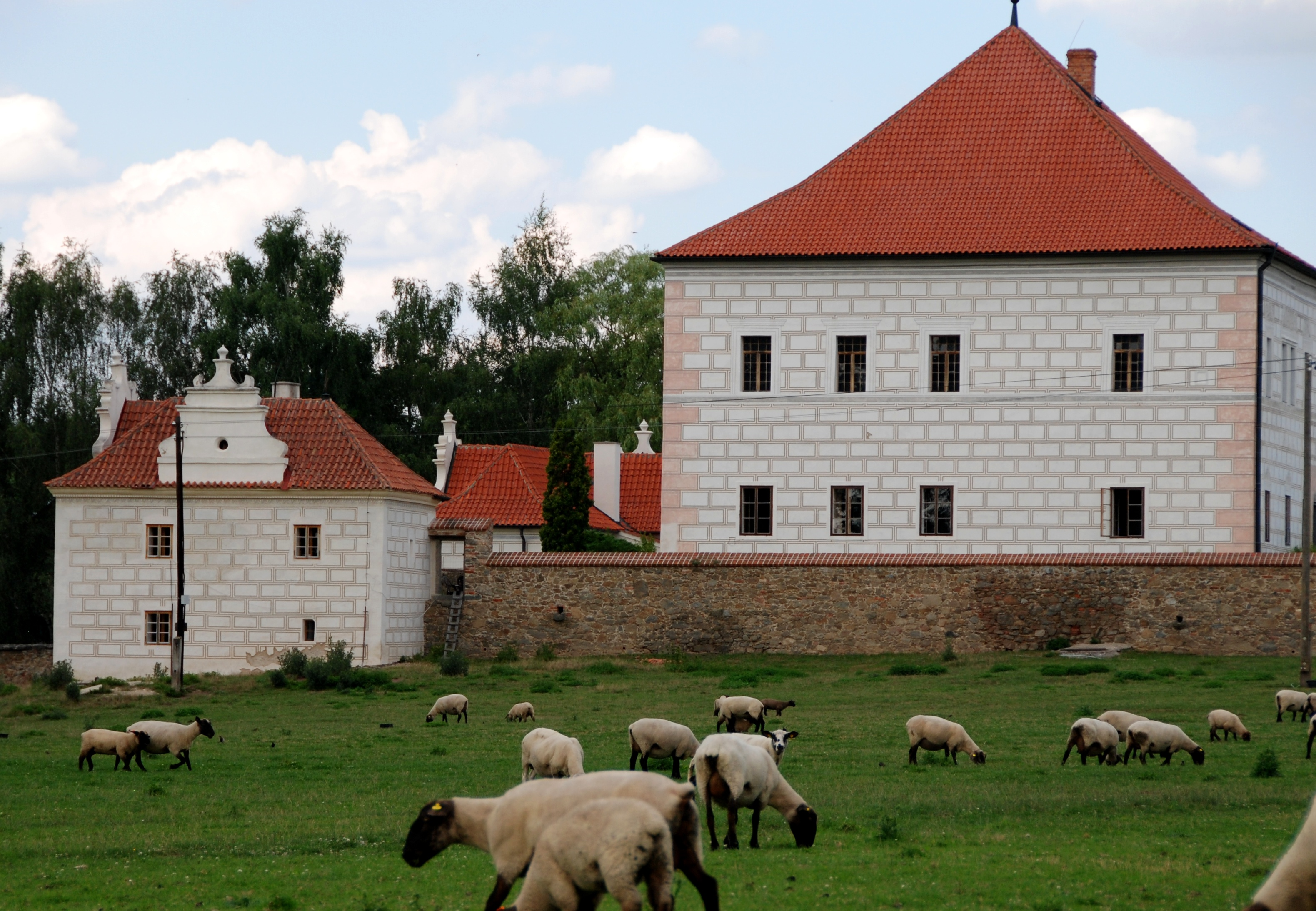
Tvrz Křepenice

Za svoje služby byl Vilémem z Rožmberka odměněn roku 1569 dvorem Leptáč, vesnicemi Horní a Dolní Třebánky a dvěma hospodářskými dvory u Netolic. Tento majetek ale patřil až do husitských válek církvi a on sám správně vytušil, že při tehdy stále sílících snahách o restituci církevního majetku by mohl o tyto pozemky přijít. Vymyslel tedy chytrou lest – nechal na těchto svých pozemcích vybudovat obrovskou oboru (při její stavbě bylo zbořeno 42 usedlostí a dokonce padly za oběť i dvě vesnice: Horní a Dolní Třebánky). Obora, přesně dle Krčínova plánu, naprosto uchvátila Viléma z Rožmberka a ten souhlasil s výměnou: roku 1580 získal Krčín Sedlčany a Křepenice a Vilém z Rožmberka zase oboru a dvůr Leptáč, kde nechal následně vybudovat renesanční letohrádek Kratochvíle. Krčín také získal dům v sousedství třeboňského zámku. Vilém z Rožmberka se však zřejmě o jeho promyšleném plánu dozvěděl a 31. srpna 1580 doplnil dohodu o postoupení sedlčanského panství nezvyklým dovětkem: Jakub Krčín měl získat panství dědičně pouze v případě, že zplodí mužské potomky (Jakub Krčín byl v té době bezdětný). Pokud by měl dcery, tak ty měly být po jeho smrti vyplaceny a majetek se měl vrátit Rožmberkům. O své sedlčanské panství se Jakub Krčín staral velmi dobře, a to i přesto, že nadále vykonával rovněž funkci regenta ve službách Viléma z Rožmberka (a to až do roku 1589). V Sedlčanech vybudoval pivovar, panský mlýn a sádky na ryby. Zároveň tvrdě vystupoval proti sedlčanským měšťanům. V roce 1582 jim odňal právo samostatně rozhodovat o přijímání poddaných za obyvatele města. Upřel jim také právo várečné. V Křepenicích vystavěl v roce 1584 vodní tvrz nazvanou Nový hrádek Krčínov, kam se přestěhoval po dokončení Rožmberka. Tvrz byla vybudována v sousedství staršího středověkého dvora.
Větší příjmy než z výkonu regentství měl z úroků. Půjčoval totiž peníze Rožmberkům, pánům z Hradce a Švamberkům.

## Závěr života a smrt
Závěr života strávil na tvrzi v Obděnicích na Sedlčansku, kde také zemřel. Dodnes není známo přesné datum jeho skonu a ani místo, kde je pohřben. V kostele v Obděnicích si nechal připravit monumentální náhrobek s latinským epitafem, pohřben však do něj nebyl a letopočet úmrtí na něj nikdy nebyl doplněn. Podle místních lidových pověstí tak doplatil na své spolky s ďáblem, které prý během života udržoval. Tato lidová tradice byla mj. vyvolána i tím, že měl zálibu v alchymii. Před svou smrtí se zdržoval u své dcery provdané do Mitrovic. Pohřben byl asi v kostele sv. Vavřince v nedaleké Prčici, kde bylo v roce 1954 nalezeno torzo náhrobní desky se jménem Krčín.

## Osobní život Jakuba Krčína
Jeho první manželkou se stala paní Dorota, vdova Slepičková z Krumlova, rozená z Radkovic, která byla o třicet let starší než Jakub Krčín. Tento sňatek, uzavřený roku 1566, byl majetkově promyšlený, jelikož mu tehdy hrozilo vězení pro dlužníky. Sňatkem vyženil měšťanský dům v českokrumlovském Latránu a značné bohatství. I přes manželčin vysoký věk trvalo toto manželství celých 21 let. Krčínovou druhou manželkou byla Kateřina Zelendarová z Prošovic, kterou si vzal roku 1588, rok poté, co ovdověl. Druhá žena mu však zemřela již roku 1601. Měl s ní šest dcer:
- Marianna – zemřela v dětském věku. Je pohřbena v kostele v Dublovicích.
- Anna Kateřina – provdala se roku 1604 za Maxmiliána Velemyšlského z Velemyšlevsi a sídlila na tvrzi v Obděnicích, kterou vybudoval její otec.
- Ludmila – provdala se za Adama Šťastného Vojkovského z Milhostic. Po bitvě na Bílé hoře odmítla ona i její manžel přestoupit na katolickou víru a museli se vystěhovat. Žili v saské Pirně.
- Eliška – provdala se roku 1610 za Václava Svatkovského z Dobrohoště u Sedlčan. V době po bitvě na Bílé hoře odešla s manželem do emigrace a žila v Drážďanech.
- Johanka – provdala se za Oldřicha Myšku ze Žlunic a na Kamýku. Jejich majetek byl po bitvě na Bílé hoře konfiskován. Po smrti své ženy uprchl Oldřich do Saska. Jejich dvě dcery utonuly ve Vltavě při cestě za svým otcem, když byly přepadeny na své loďce u obce Velká dvěma lupiči.
- Žofie – provdala se za Zikmunda Hložka ze Žampachu. Po Bílé hoře byl jejich majetek konfiskován a oni upadli do chudoby.

## Zajímavost
Jakub Krčín bylo do prosince 2018 jméno dvou rychlíkových spojů Českých drah (R 664 a R 665) vedených mezi Brnem a Plzní, které projížděly místy Krčínova působení.

## Fotogalerie

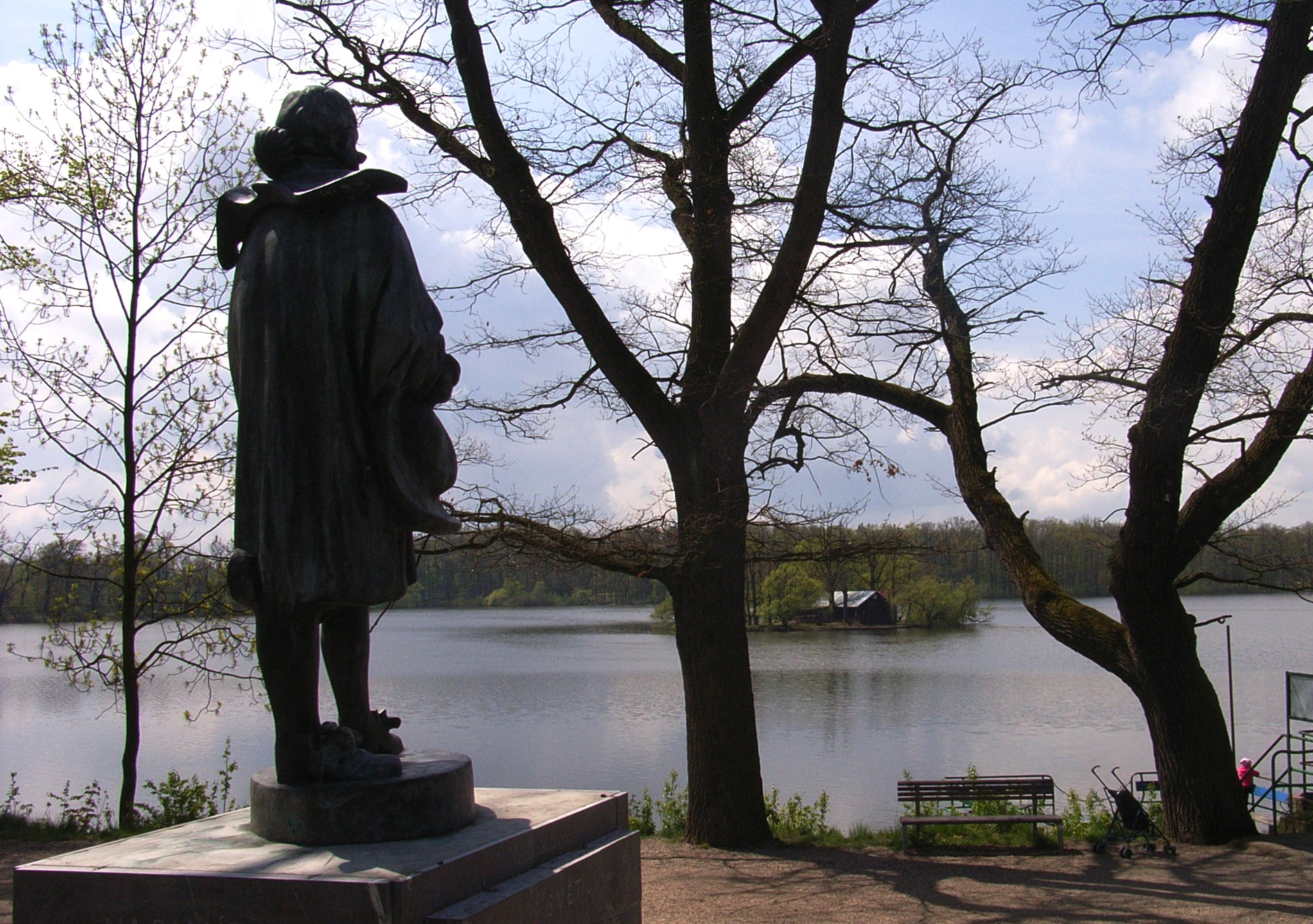
Pohled na rybník Svět s pomníkem Jakuba Krčína
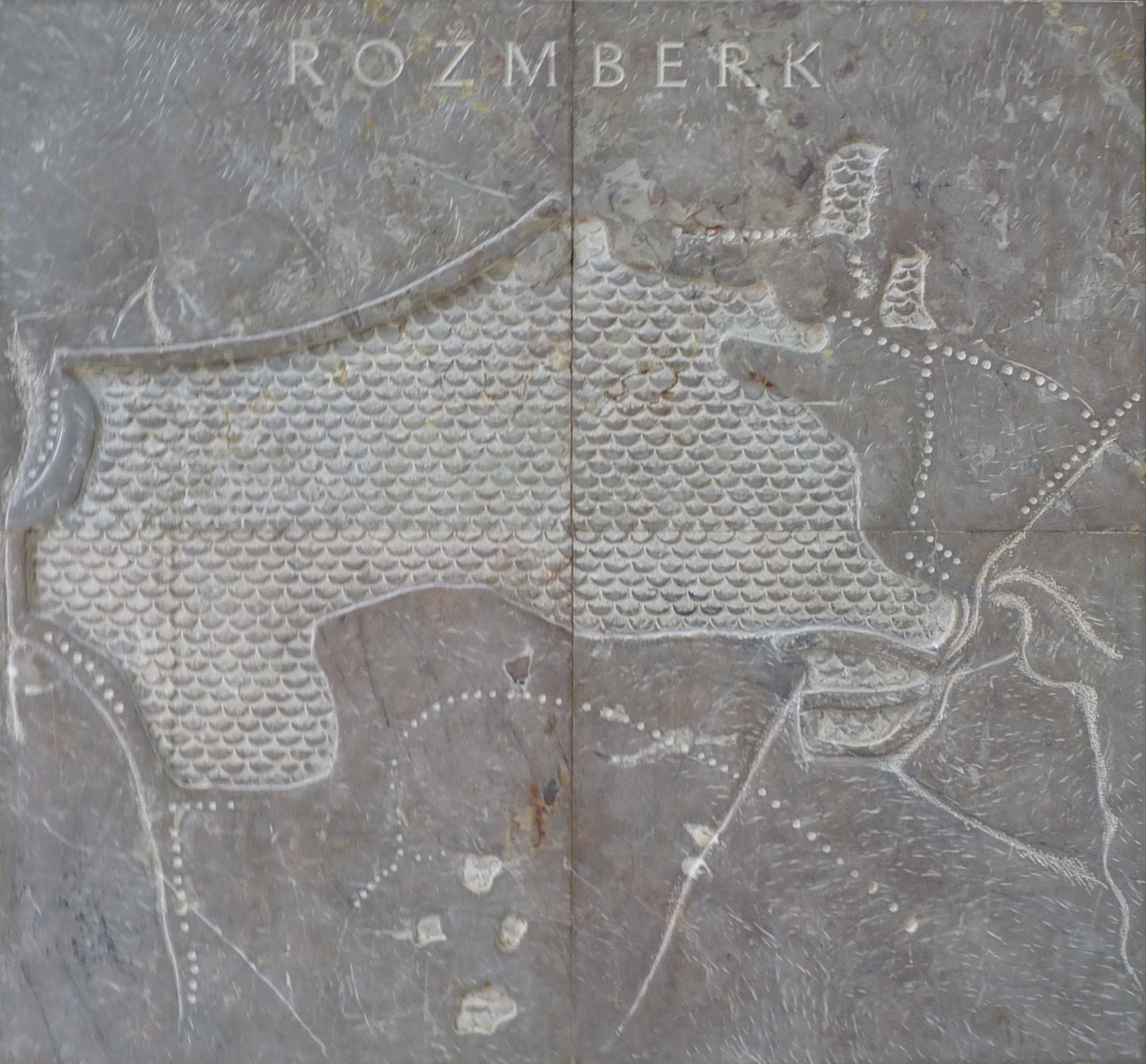
Detail na boku podstavce Krčínova pomníku: Rožmberk
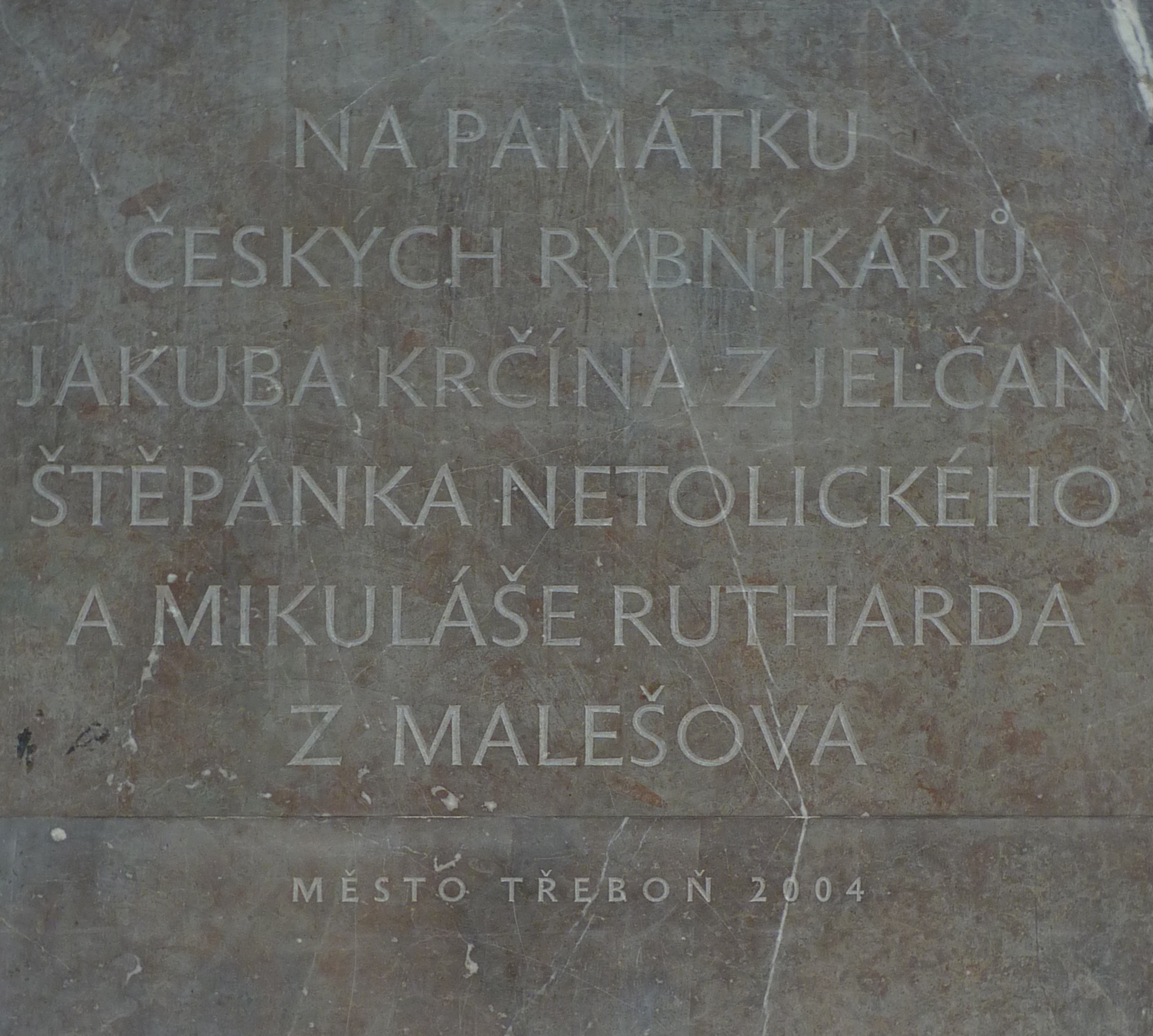
Detail nápisu na pomníku Jakuba Krčína
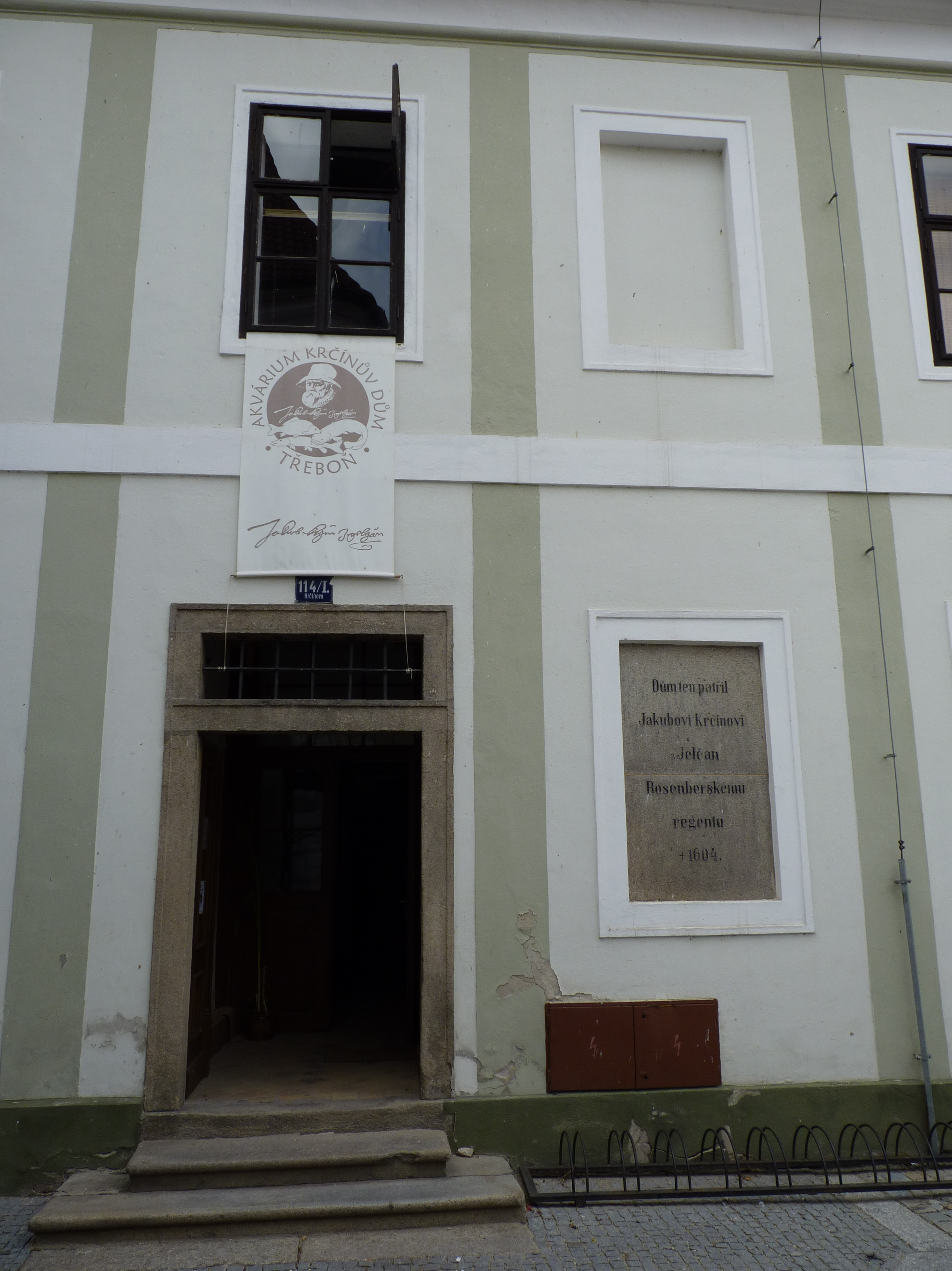
Krčínův dům v Třeboni
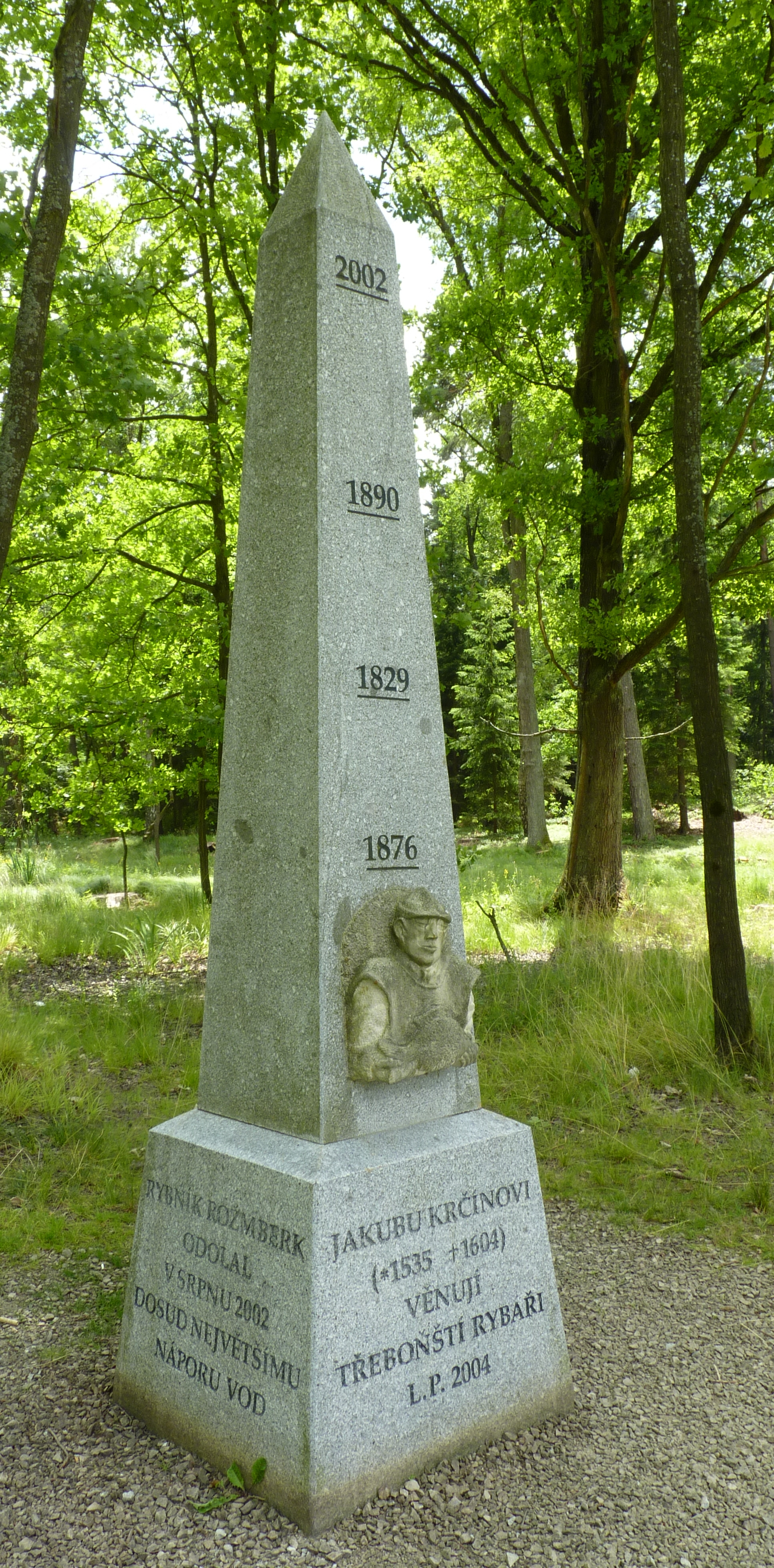
Pomník Krčínovi ve Výtopě Rožmberka